# 蚁浴

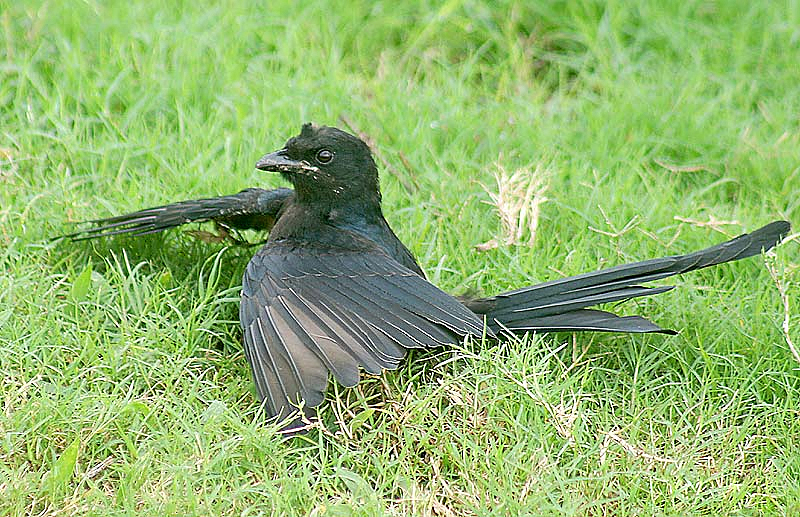
黑卷尾的典型蚁浴姿势

蚁浴（英語：anting）是指鸟类将昆虫（一般是蚂蚁）涂抹到其羽毛、皮肤上的举动，属于自我涂油的行为。 在蚁浴的过程中，鸟类既可以用喙衔起昆虫并涂到体表，即主动蚁浴（英語：active anting），也可以栖于昆虫密度很高的地方并进行像土浴的动作，即被动蚁浴（英語：passive anting）。昆虫会分泌一些液体，当中含有甲酸等化学物质，这种酸具有殺蟲劑、杀螨药、杀真菌剂、殺菌劑的功效。此外，蚁浴能够去掉昆虫体内难吃的的酸，让昆虫变得更易食用，也可以用作补充鸟类自身的鸟尾油脂。除了蚂蚁之外，鸟类进行蚁浴的时候也会使用马陆。目前已知有超过二百种鸟类会进行蚁浴的行为。此外，诸如松鼠、穿山甲等动物也会进行类似蚁浴的行为。